# チャント
チャント（英語: chant）とは、一定のリズムと節を持った、祈りを捧げる様式を意味する古フランス語に由来する言葉である。日本語では一般に詠唱、唱詠、唱和などと訳される。

## 概要
原始的なチャントは2-3音程度の単純な音程の繰り返しで構成されるが、グレゴリオ聖歌のように非常に複雑な音楽構造を有するものもチャントと呼ばれる。
世界各地にさまざまな形のチャントが存在し、それぞれの国や地域独特の音階や音楽の源流となっている。その意味においては、日本古来の祝詞や和歌、詩吟、雅楽、おもろ、仏教における読経や真言、念仏、題目などもチャントの一種であると考えられる。
フラで用いられるハワイアン・チャントなどが知られるほか、チアリーディングで声を合わせて反復される掛け声、サッカーなどにおける応援歌のこともチャントと呼ばれている。なおプロ野球におけるチャンステーマは「チャンテ」と略され「チャント」と似ているが、両者は異なる用語である。

## 「Chant」と「Hymn」
キリスト教音楽において、本来的には、礼拝の典礼文・祈祷文に節を付けて朗唱すること、または旋律を付けて歌にしたものが「チャント」（英語: chant, ラテン語: cantus）と呼ばれ、全員で歌うために新たに作られた歌が「ヒム」（英語: hymn, ラテン語: hymnus）と呼ばれるという区別があり、前者を「聖歌」と訳すことが多いのに対して、後者を指して「賛美歌／讃美歌」と呼ぶことが多い。